# Myiotheretes
Myiotheretes és un gènere d'ocells de la família dels tirànids (Tyrannidae). Agrupa espècies natives d'Amèrica del Sud, on es distribueixen principalment al llarg de la serralada dels Andes, des del nord de Colòmbia i Veneçuela fins al nord-oest de l'Argentina.

## Descripció
Les espècies d'aquest gènere són tirànids grossos, fan entre 19 i 23 cm de longitud, i habiten en altituds andines. En general, prefereixen els ambients boscosos, tot i que l'espècie més disseminada (M. striaticollis) prefereix terrenys més semioberts. Són callats i cap és particularment nombrós. Totes les espècies presenten rogenc o canyella a les ales, més evident en vol.

## Distribució
S'estenen des de Veneçuela, passant per Colòmbia, Equador, Perú, i Bolívia, fins al nord-oest de l'Argentina.

## Taxonomia
Els amplis estudis geneticomoleculars realitzats per Tello et al. (2009) van descobrir una quantitat de relacions noves dins de la família Tyrannidae que encara no estan reflectides en la majoria de les classificacions. Seguint aquests estudis, Ohlson et al. (2013) van proposar dividir Tyrannidae en cinc famílies. Segons l'ordenament proposat, Myiotheretes roman a Tyrannidae, en una subfamília Fluvicolinae (Swainson, 1832-33), en una tribu Xolmiini (Tello, Moyle, Marchese & Cracraft, 2009) al costat de Lessonia, Hymenops, Muscisaxicola, Satrapa, Xolmis, Cnemarchus (amb Polioxolmis), Knipolegus, Neoxolmis i Agriornis.
El nom genèric Myiotheretes està compost per les paraules del grec antic «μυια (muia), μυιας (muias)» que significa “mosca” i «θηρατης (thēratēs)» que significa “caçador”.
Segons la Classificació del Congrés Ornitològic Internacional (versió 15.1, 2025) aquest gènere està format per 4 espècies:
- Myiotheretes striaticollis - tirà gorjaestriat.
- Myiotheretes pernix - tirà de Santa Marta.
- Myiotheretes fumigatus - tirà fumat.
- Myiotheretes fuscorufus - tirà ventre-rogenc.